# Biserica Sfântul Gheorghe din Roman
Biserica Sfântul Gheorghe din orașul Roman, România, este o biserică de rit ortodox, aflată pe strada Soldat Porojan nr. 8, astăzi considerată monument istoric.

## Istoric
A fost clădită între anii 1842 (de când datează pisania de deasupra intrării) și 1847 (anul când a fost sfințită) pe cheltuiala familiei postelnicului Grigore Doni, originar din Ținutul Hotinului, care s-a refugiat la Roman după anexarea Basarabiei de catre Imperiul Rus, în  anul 1812. I-a fost alături în ce privește înfăptuirea acestei ctitorii soția sa, Elena (Elencu), nascută Dărmănescu, fiica unui agă local, pe nume Ion Darmănescu.  

   
Edificiul a fost ridicat de  o echipă de constructori, condusă de maistrul Johann Krauss, german dupa nume, originar din fosta Polonie. Amplasamentul a fost ales în imediata vecinătate (la vreo zece metri mai spre nord) a unei mai vechi biserici din lemn, cu același hram, a cărei existenta a fost atestată documentar în anul 1768, când, la 1 februarie, 
„la această Sfantă Biserică din Popouți,[A] unde să cinstește și sa prăznuiește Sfântul Marele Mucenic Gheorghie.”
 a fost dăruit un exemplar al Triodului tiparit la Râmnic în anul 1761. Este posibil ca respectiva biserică din lemn, demolată pe la 1850, la câțiva ani dupa încheierea, in 1847, a construirii bisericii actuale, să fi fost construită cu cel puțin un secol mai devreme sau chiar ca, înaintea ei, să fi existat acolo o biserică asemănătoare, cu același hram, deoarece în vechiul cimitir, existent cândva în acea incintă, s-a descoperit o lespede de mormânt, din a cărei inscripție, scrisă în slavonă, rezulta  „că această piatră a fost facută și înfrumusețată” în anul 1646. În același sens ar putea pleda și mărturiile unor călători straini, precum Petru Bogdan Baksici și Paul de Alep, ajunși la Roman în 1641, respectiv 1656.
Odată cu ridicarea noii biserici, familia Doni a înființat în aceeași incintă o școală de cântăreți bisericești, cu aproape 100 de elevi, ale cărei cheltuieli (internat pentru elevi, salarii pentru profesori etc...) le-a asigurat pe toata durata existentei ei (1845-1856), din mijloace proprii.
Atât la biserica veche, atestată în anul 1768, cât și la biserica nouă, construita între anii 1842-1847, și-au adus contribuția numeroși donatori, atât anonimul care a dăruit în 1768, Triodul tiparit la Râmnic în 1761, cât și Ștefan Vatavul care, a oferit în 1777 un exemplar al Apostolului tipărit la Iași în 1756, părintele Gherasim, „arhimandrit al Sfintei Episcopii a Romanului”, care, a dăruit în 1798 si 1799 un potir și respectiv o icoană a Sfântului Gheorghe, fostul mare postelnic Iordache Ciornei și soția sa Casandra Burchi, care, în anul 1837 au dăruit o impresionantă icoană ferecată în argint a Maicii Domnului, Vasile si Elena Capșa, Dimitrie Polizu, Costache Petrovici Călinescu, Ioniță și Elena Popescu, serdarul Grigore Barbăverde, Gavril, Nicolae, Gheorghe,  Emanoil (Manole, Manolache) și Ecaterina Cilibiu, Vasile și Gheorghe Botez, preotul Andrei Berescu, Ion și Maria Stroe, precum și alții. 
La circa două sute de metri de incinta bisericii, pe strada numită cu începere din anul 1971, Victoriei, iar pană atunci, Manole Cilibiu, la numărul 8 se pastrează o casă în stil neoclasic, cunoscută și sub numele  de „Casa Manole Cilibiu”. Aceasta datează din prima jumătate a secolului al XIX-lea și a fost lăsată prin testament, în anul 1884, împreună cu alte proprietăți, bisericii Sfântul Gheorghe, de către serdarul unionist Emanoil (Manole, Manolache) Cilibiu și de soția sa, Ecaterina, ale căror chipuri au fost pictate atunci pe peretele dinspre vest al pridvorului bisericii.

## Caracteristici
Impresionantă si astazi prin monumentalitatea sa, biserica a fost realizată în stil neoclasic, cu influențe rusești, unele, cum ar fi forma acoperisurilor celor patru turle fiind de proveniență orientală, după modelul unei biserici din Odesa.
Ca semn al existenței edificiului inițial, atestat în 1768 și demolat pe la 1850, a rămas până astăzi paraclisul de pe locul altarului acelei construcții, ridicat atunci și devenit între timp capelă mortuară. În curtea bisericii se mai află (2021) un alt paraclis, construit în anul 2000, dupa modelul bisericii principale, precum și două imobile datând din a doua jumătate a secolului al XIX-lea, unul utilizat drept casă parohială și celălalt drept locuință a dascălului bisericii.